# Difénoxine
La difénoxine est un opioïde. Elle est souvent utilisée, avec l'atropine, pour soigner la diarrhée. Elle est le principal métabolite du diphénoxylate (en).